# Johannes-Passion (J. S. Bach)

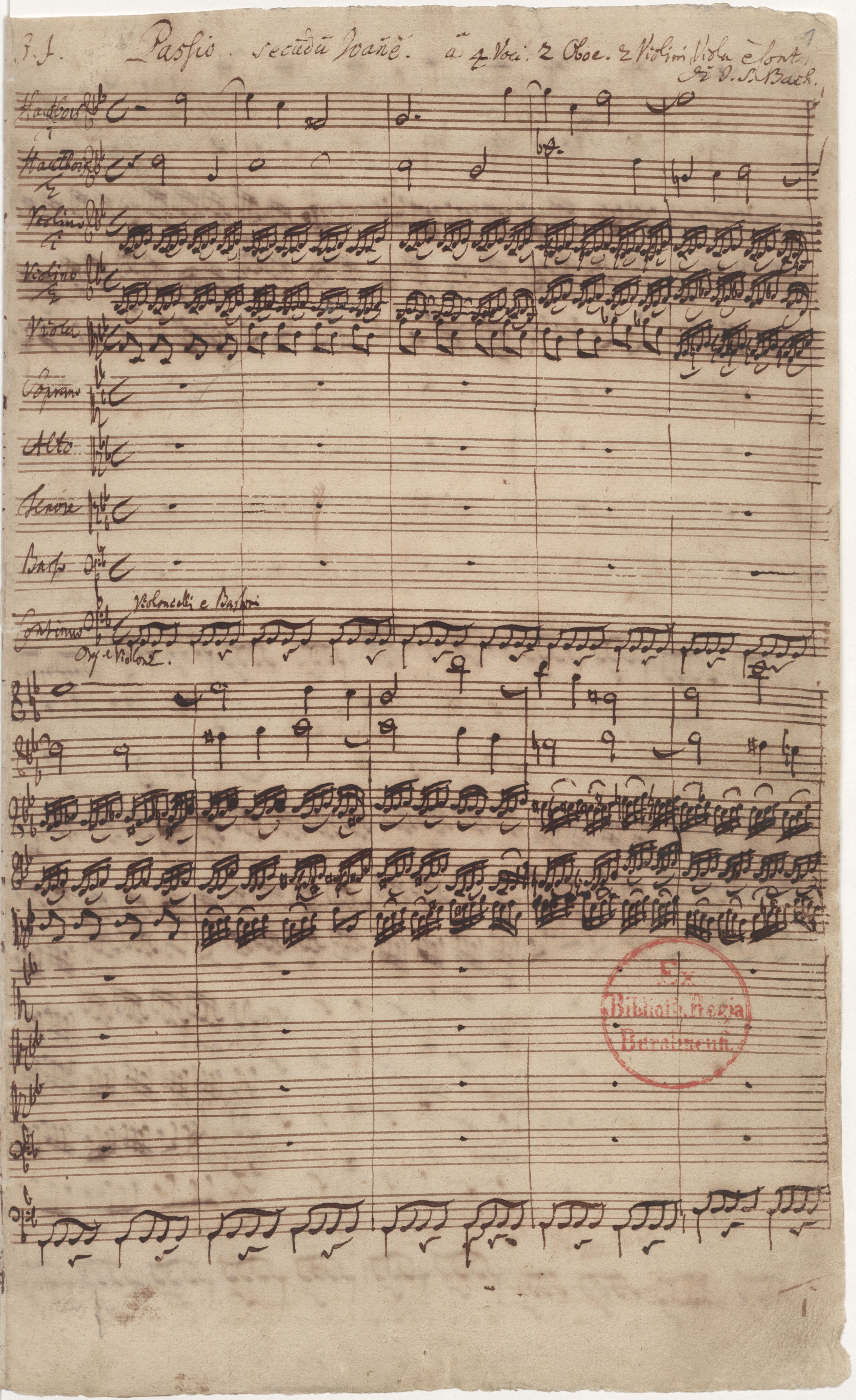
Autograph der ersten Seite der Johannes-Passion

Die Johannes-Passion (Passio secundum Johannem, BWV 245) ist neben der Matthäus-Passion (BWV 244) die einzige vollständig erhaltene authentische Passion von Johann Sebastian Bach. Sie ergänzt den Evangelienbericht nach Johannes von der Gefangennahme und Kreuzigung Jesu Christi durch Choräle und frei hinzugedichtete Texte und gestaltet ihn musikalisch in einer Besetzung für vierstimmigen Chor, Gesangssolisten und Orchester. Das etwa zwei Stunden dauernde Werk wird heute meist als Konzertmusik aufgeführt, hat seinen ursprünglichen Platz jedoch im Gottesdienst und wurde am Karfreitag, dem 7. April 1724, in der Leipziger Nikolaikirche uraufgeführt.

## Entstehung

### Hintergrund
Der Passionsgeschichte, also dem biblischen Bericht vom Leiden und Tod Jesu Christi, kam aufgrund ihrer zentralen Bedeutung innerhalb der christlichen Theologie schon immer eine besondere Rolle im Gottesdienst zu: Sie wurde oftmals in verteilten Rollen vorgelesen, später in feierlichem Ton gesungen, wobei an der Handlung beteiligte Menschenmengen durch Turba-Chöre dargestellt wurden. Bereits aus dem 17. Jahrhundert liegen vollständige Passionsvertonungen vor, unter anderem drei Chorwerke von Heinrich Schütz (nach den Berichten von Lukas, Matthäus und Johannes) sowie eine Johannes-Passion von Thomas Selle.
Diese „oratorischen“ oder „konzertanten“ Passionen vertonen den Bibeltext wortgetreu, wobei es seit dem 17. Jahrhundert üblich wurde, zusätzlich Choräle, Arien und reine Instrumentalsätze aufzunehmen. In der Tradition dieser Werke, die zur Aufführung im Gottesdienst bestimmt waren, stehen auch die Passionen Bachs. Sie sind von den „Passionsoratorien“ zu unterscheiden, die erstmals Anfang des 18. Jahrhunderts entstanden, sich mit ihren freien Dichtungen vom Wortlaut der Bibel entfernten und stärker auf die emotionale Rührung des Zuhörers abzielten (siehe Hauptartikel Passion (Musik)). Ein zur Zeit Bachs bekanntes und mehrfach vertontes Werk dieser Art war Der für die Sünde der Welt gemarterte und sterbende Jesus von Barthold Heinrich Brockes. An seinen Text sind einige der freien Dichtungen angelehnt, die in Bachs Johannes-Passion Einzug gefunden haben.

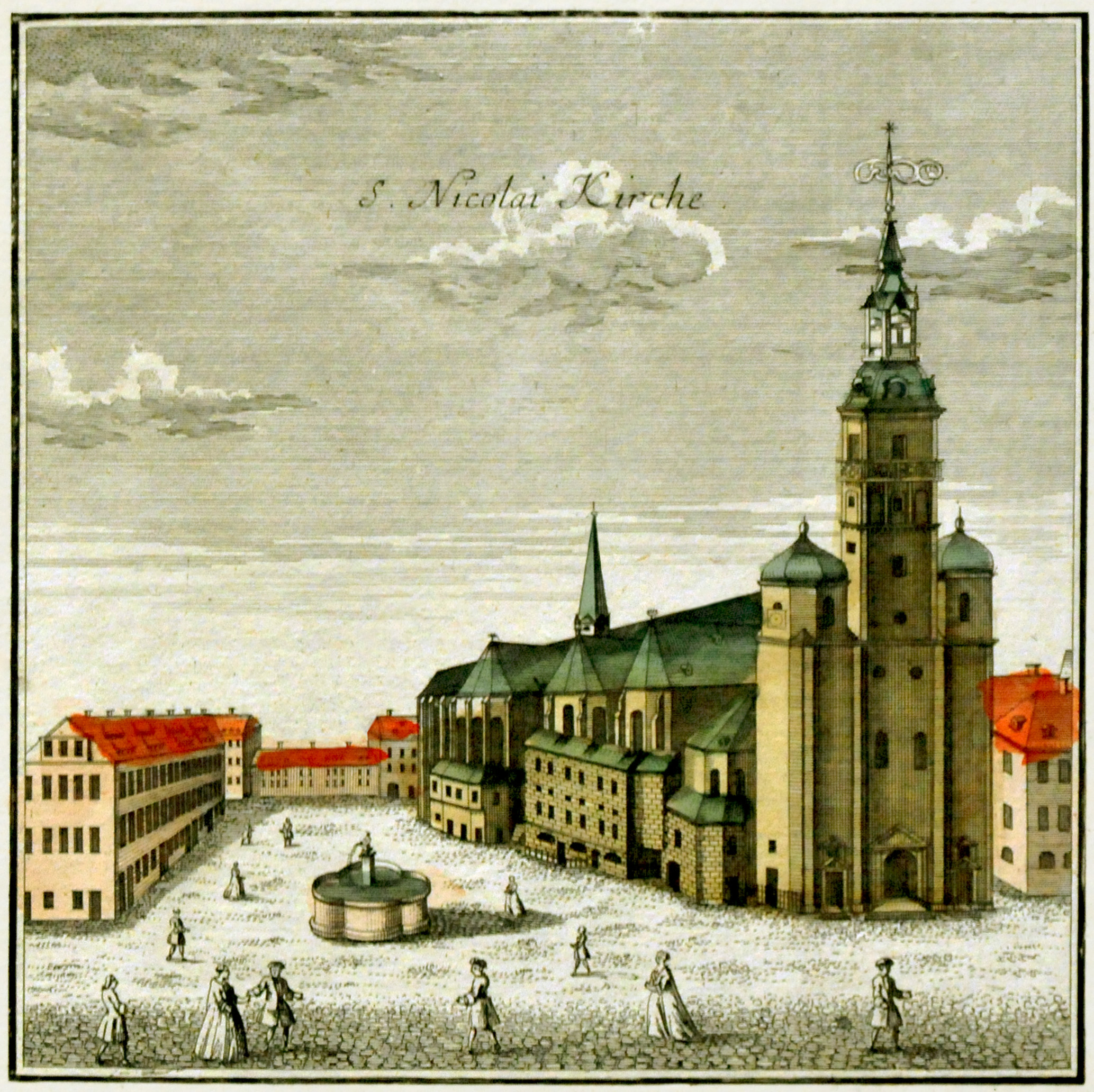
Nikolai-Kirche in Leipzig 1749

Als Bach 1723 seine Stelle in Leipzig als Thomaskantor und Musikdirektor antrat, bestand seit etwa einem halben Jahrhundert die Tradition, die Passionstexte im Morgengottesdienst auf feierliche Art singend vorzutragen. Hierzu diente die als Wechselgesang angelegte Passionsvertonung von Johann Walter, die im Chorgesangbuch des Gottfried Vopelius (1682) erschienen war. Mehrstimmige, konzertante Figuralmusik wurde erst 1717 in der Neuen Kirche eingeführt, 1721 in der Thomaskirche und 1724 in der Nikolaikirche. Sie fand dann im jährlichen Wechsel in den beiden Hauptkirchen statt. Die Passionsgottesdienste stellten Höhepunkte im Kirchenjahr dar. Nach dem Frühgottesdienst von 7 bis 11 Uhr wurde die Passionsmusik im Vespergottesdienst ab 14 Uhr aufgeführt, der 4–5 Stunden dauern konnte. Eine einstündige Predigt wurde von den beiden Teilen der Passionsmusik gerahmt.

### Werkfassungen
Die Johannes-Passion ist die früheste der heute bekannten Passionsmusiken Bachs. Da im Nekrolog des Komponisten von insgesamt fünf Passionen die Rede ist, von denen außer der Johannes-Passion jedoch nur die Matthäus-Passion erhalten und die Markus-Passion als verschollen nachweisbar sind, gilt es als möglich, dass Bach bei Teilen der Johannes-Passion auf ein früheres Werk zurückgegriffen hat, das ein Biograph des 19. Jahrhunderts auf 1717 datiert, über das jedoch keine sichere Aussage möglich ist. 1717 hatte Bach in Gotha als Gastspiel eine Passion aufgeführt. Bach ging ursprünglich von der Thomaskirche als Ort der Uraufführung der Johannes-Passion aus und musste sie vier Tage vor Karfreitag in die Nikolaikirche verlegen, da er offensichtlich nicht ausreichend informiert worden war, dass die musikalische Vesper jährlich abwechselnd in den beiden Hauptkirchen stattfinden sollte.
Von der Karfreitag 1724 in St. Nikolai uraufgeführten ersten Fassung des Werks sind lediglich Einzelstimmen erhalten, die jedoch große Ähnlichkeit mit der heute verbreiteten Fassung aufweisen. Wesentliche Unterschiede sind eine einfachere Satzweise, eine kürzere Fassung von Nr. 33 (Nummerierung der NBA), der vom Zerreißen des Vorhangs im Tempel berichtet, und vermutlich noch fehlende Stimmen für Traversflöte.

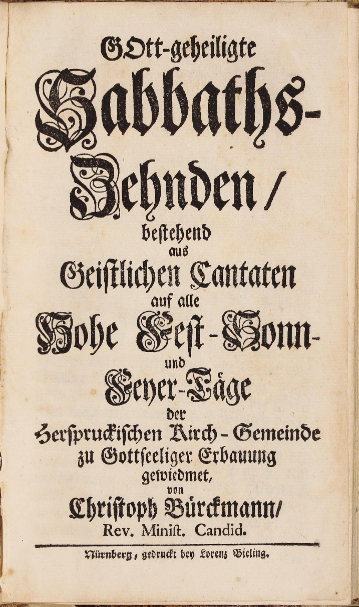
Christoph Brinkmann: GOtt-geheiligte Sabbaths-Zehnden (1728)

Ein großer Teil der für die zweite Aufführung 1725 in der Thomaskirche vorgenommenen Änderungen wird heute darauf zurückgeführt, dass Bach nicht in zwei aufeinander folgenden Jahren dieselbe Fassung aufführen wollte, zumal er die meisten Veränderungen später wieder rückgängig machte. Er ersetzte den Anfangs- und Schlusschor durch zwei Choralbearbeitungen, „O Mensch, bewein dein Sünde groß“ und „Christe, du Lamm Gottes“, tauschte eine Reihe von Rezitativen und Arien aus und schuf Nr. 33 in seiner heute bekannten Form. Es ist vermutet worden, dass ein Teil der eingefügten Sätze aus einem bereits in Weimar (1713) oder Gotha (1717) entstandenen Werk stammt und dass Bach die Passion durch die Veränderungen besser in die Reihe der Choralkantaten einpassen wollte, die er im Jahrgang 1724/25 systematisch schrieb. Beide Vermutungen lassen sich aber nicht zweifelsfrei belegen. Wahrscheinlicher ist, dass der Bachschüler und Textdichter Christoph Birkmann als Redaktor der zweiten Fassung der Passion den Text der drei Arien verfasst oder zumindest übernommen hat. Seine Kantatenzyklus GOtt-geheiligte Sabbaths-Zehnden nimmt das Libretto der 2. Fassung von 1725 vollständig auf.
In der dritten Fassung (nicht genau datierbar, 1728 oder 1732) machte Bach die wesentlichen Änderungen der zweiten Fassung rückgängig, da er die beiden ergänzten Choralbearbeitungen inzwischen für seine Matthäus-Passion verwendet hatte. Er entfernte darüber hinaus – möglicherweise aufgrund einer Anordnung der Obrigkeit – alle Textstellen, die aus dem Matthäusevangelium stammten, also u. a. die Erdbebenszene, sowie die Sätze, die sich unmittelbar auf diese bezogen. Als Ersatz fügte er zwei heute verschollene Sätze ein, vermutlich eine Tenor-Arie und eine instrumentale Sinfonia.
Ende der 1730er Jahre begann Bach in Anlehnung an die Urfassung des Werks mit einer korrigierten und stilistisch überarbeiteten Reinschrift, die womöglich für eine 1739 geplante, aber nicht ausgeführte Aufführung bestimmt war. Sie bricht nach 20 Seiten mitten in Nr. 10 ab und wurde erst gegen Ende seines Lebens durch einen Kopisten fortgeführt, dem vermutlich die heute verschollene Fassung von 1724 vorlag. Eine Korrektur dieser Kopie durch Bach selbst erfolgte nur teilweise.
Die letzte zu Bachs Lebzeiten aufgeführte Variante stammt von 1749. Sie entspricht im Wesentlichen wieder der Struktur von 1724, enthält jedoch den längeren Satz 33 und ist im instrumentalen Bereich (Streicher und Continuo) deutlich erweitert. Zudem sind einige der freien Arientexte tiefgreifend umgedichtet; inwieweit diese Textänderungen, die zum Teil den Text-Musik-Bezug zerstören und einen rationalistischen Charakter aufweisen, auf fremde Initiative zurückgingen oder sogar erst nach Bachs Tod durchgeführt wurden, ist unklar.
Aufgrund des fragmentarischen Charakters der Überlieferung und Änderungen, die vermutlich weniger auf eine letztgültige Intention des Komponisten als auf Bedürfnisse der jeweiligen Aufführung und Anweisungen der Obrigkeit zurückgehen, existiert keine verbindliche Endfassung des Werks. Die heute meistens zur Aufführung gebrachte Fassung ist eine Mischung aus der unvollendeten Neufassung vom Ende der 1730er-Jahre und der vierten Fassung von 1749, ohne die späteren Textänderungen in den Arien.

### Aufführungsgeschichte
Infolge der Bach-Renaissance mit der erstmaligen Wiederaufführung der Matthäus-Passion nach Bachs Tod 1829 in einer gekürzten Version, dirigiert von Felix Mendelssohn Bartholdy mit der Sing-Akademie zu Berlin, brachte diese unter Carl Friedrich Rungenhagen am 21. Februar 1833 auch die Johannes-Passion zur Aufführung. Die erste belegte Aufführung nach Bachs Tod fand am Karfreitag, 20. April 1832, im Bremer Dom statt. Die Leitung hatte der dortige Domkantor Wilhelm Friedrich Riem. Bereits vom 25. Mai 1815 an hatte sie auf Carl Friedrich Zelters Probenplan gestanden. In Leipzig kam es am 5. April 1844 unter Thomaskantor Moritz Hauptmann zur ersten Wiederaufführung der Passion.
Robert Schumann schuf im Jahre 1851 eine Bearbeitung der Johannes-Passion, die er in Düsseldorf aufführte. Seiner Einschätzung zufolge war die Johannes-Passion „um Vieles kühner, gewaltiger, poetischer, als die nach d. Evang. Matthäus“.

## Textvorlage
Die Johannes-Passion besteht aus zwei Teilen, die sich an der theologisch üblichen Gliederung des Passionsberichts in fünf „Akte“ orientieren. Der erste Teil berichtet von Verrat und Gefangennahme Jesu (erster Akt) sowie der Verleugnung durch Petrus (zweiter Akt). An dieser Stelle folgte im Gottesdienst üblicherweise die Predigt. Der zweite Teil ist wesentlich länger und erzählt von den Verhören und der Verurteilung Jesu durch Pontius Pilatus (dritter Akt), von Kreuzigung und Tod (vierter Akt) sowie schließlich von dem Begräbnis (fünfter Akt).
Die Textvorlage umfasst dabei in beiden Teilen nicht nur den biblischen Bericht, sondern auch Choräle sowie frei gedichtete Chöre und Arien.

### Biblischer Bericht
Den Kern des Textes der Johannes-Passion stellt der Passionsbericht des Johannesevangeliums in der Lutherübersetzung dar (Joh 18  und Joh 19 ), ausgedrückt durch die Rezitative des Evangelisten, der handelnden Personen und durch die dramatischen Chor-Partien (Turbae). Im Vergleich zu den Berichten der Synoptiker stellt Johannes die göttliche Natur Jesu Christi besonders in den Vordergrund. Die Passion erscheint daher stärker im Licht einer Heimkehr des Gottessohns zu seinem Vater als der irdischen Qualen des Menschen Jesus von Nazaret. Es erscheint wie ein Paradox, dass die Kreuzigung Teil seiner Verherrlichung ist (vgl. Joh 7,39 ).
Im vertonten Text äußert sich dies unter anderem darin, dass Jesu Gefangennahme sehr kurz abgehandelt wird: Innere Konflikte im Gebet von Getsemani fehlen ebenso wie der Kuss des Verräters Judas Ischariot. Stattdessen gibt Jesus selbst sich den Dienern der Hohenpriester zu erkennen und bittet sie darum, seine Jünger zu verschonen. Während des Verhörs durch Pontius Pilatus gibt Jesus sich überlegen und seinem Schicksal gegenüber gleichgültig: Er verweigert Aussagen oder antwortet mit Gegenfragen. Selbst in der Kreuzesszene wirkt er hoheitlich und von menschlichem Leid und Schmerzen unberührt: Er trägt sein Kreuz selbst und muss keine Verspottung über sich ergehen lassen. Stattdessen weist er noch am Kreuz seinen Lieblingsjünger an, seine Mutter zu versorgen. Jesu letzte Worte schließlich lauten nach Johannes souverän und triumphierend: „Es ist vollbracht.“
Im Text der Johannes-Passion stammen die Darstellungen der Reue des Petrus nach seiner Verleugnung Jesu (Nr. 12c) und der Naturgewalten nach Jesu Tod (Nr. 33) aus dem Matthäusevangelium (verkürzt nach Mt 26,75  bzw. Mt 27,51–52 ). Die beiden Einschübe dienen dazu, zu den folgenden Stücken überzuleiten, in denen das Thema der Reue und Buße anklingt (Nr. 13/14 und 34/35). Der biblische Bericht wird durch 23 Einlagen (Intermedien) unterbrochen, darunter 12 Choräle. Die freien Dichtungen und die ausgewählten Choräle weisen zahlreiche Bezüge zu theologischen Besonderheiten der Darstellung bei Johannes auf.

### Choräle
In den Evangelienbericht eingefügt sind 12 Choräle, deren Texte zumeist bekannten evangelischen Kirchenliedern entnommen sind. Es ist davon auszugehen, dass Bach in der Auswahl geeigneter Liedstrophen frei war.
Die Akte eins, zwei, vier und fünf werden jeweils durch einen Choral abgeschlossen, der das Geschehen reflektiert und auf seine Bedeutung für die christliche Gemeinde hinweist (Nr. 5, 14, 37 und 40). Betrachtet man die Szenenwechsel als natürliche Nahtstellen zwischen den fünf Akten, besteht der Übergang vom dritten zum vierten Akt in der Arie „Eilt, ihr angefocht’nen Seelen“, die den Handlungsort nach Golgota verlegt. Sieht man den Übergang stattdessen im letzten Auftreten Pilatus’, wird auch der dritte Akt durch einen Choral beendet (Nr. 26). Fünf weitere Choräle sind ungleichmäßig auf die Akte verteilt und kommentieren häufig in besonders bedeutsamen Szenen den Bericht aus Sicht der Gemeinde. Der Choral Nr. 22 („Durch dein Gefängnis“) nimmt in der Architektur der Johannes-Passion die zentrale Stellung ein. Weitere Sätze sind in der Art eines Palindroms um diesen Satz angeordnet. Schließlich eröffnet ein Choral den zweiten Teil der Passion (Nr. 15) und ein weiterer begleitet die Bass-Arie „Mein teurer Heiland“ (Nr. 32), so dass die heute verbreitete Fassung der Johannes-Passion insgesamt zwölf Choräle enthält.
Die Choraltexte stammen im Wesentlichen aus dem 16. und 17. Jahrhundert und gehen auf bekannte Kirchenlieddichter wie Martin Luther, Michael Weiße, Martin Schalling und Johann Heermann zurück. Eine Ausnahme bildet der Choral „Durch dein Gefängnis, Gottes Sohn“, der nicht als Kirchenliedstrophe nachweisbar ist. Als einzigen Text von Paul Gerhardt enthält Nr. 11 zwei Strophen des Liedes „O Welt, sieh hier dein Leben“. Sein Lied „O Haupt voll Blut und Wunden“, das in Bachs Matthäus-Passion eine zentrale Rolle spielt, ist in der Johannes-Passion nicht vertreten.

### Freie Dichtung

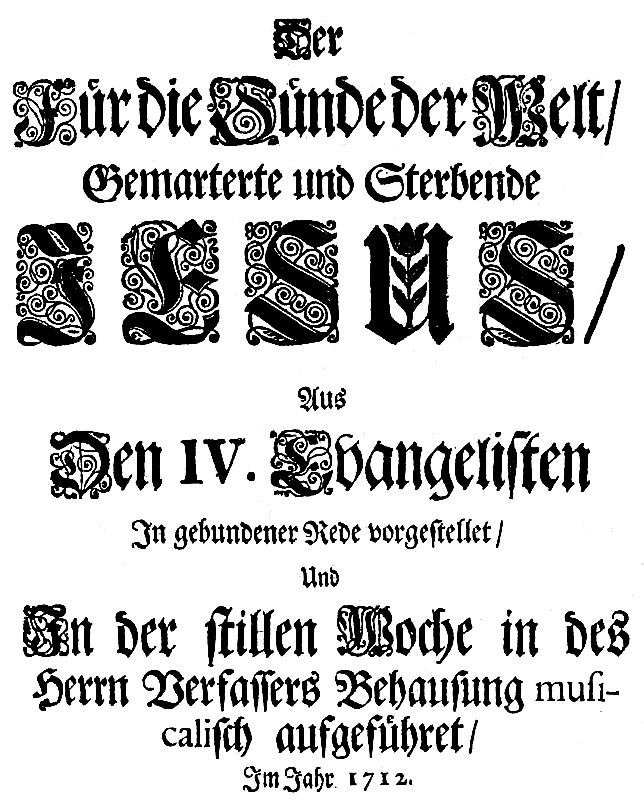
Brockes-Passion: Titelseite des Librettos von 1712, das teilweise als Vorlage diente

Die Texte der acht Arien, der beiden Ariosi (Nr. 19 und 34) sowie des Eingangs- und des Schlusschors (Nr. 1 und 39) entstammen weder der Bibel noch überlieferten Kirchenliedern. Die freien madrigalischen Dichtungen des Librettos gehen auf mehrere Verfasser zurück. Der Bachbiograph Philipp Spitta nahm an, dass Bach in Ermangelung eines Dichters selbst der Autor von fünf Arien sei. Die Texte von fünf Arien und einem Arioso stellen mehr oder weniger freie Nachdichtungen von Abschnitten der Brockes-Passion dar.
| Brockes-Passion | Bach: Johannes-Passion, Nr. 20 |
| --- | --- |
| Dem Himmel gleicht sein bunt=gestriemter Rücken / Den Regen=Bögen ohne Zahl Als lauter Gnaden=Zeichen / schmücken; Die (da die Sünd=Fluht unsrer Schuld verseiget) Der holden Liebe Sonnen=Strahl In seines Blutes Wolcken / zeiget. | Erwäge, wie sein blutgefärbter Rücken In allen Stücken Dem Himmel gleiche geht, Daran, nachdem die Wasserwogen Von unsrer Sündflut sich verzogen, Der allerschönste Regenbogen Als Gottes Gnadenzeichen steht! |

Kein Urbild bei Brockes besitzen der Eröffnungschor, der an Psalm 8,2  angelehnt ist, und der Schlusschor sowie die Arie „Ach, mein Sinn“ (Nr. 13), die weitgehend mit einem Gedicht Christian Weises identisch ist. Für die Arie „Es ist vollbracht“ (Nr. 30) konnte Christian Heinrich Postel als Dichter identifiziert werden. Der Choraltext „Durch dein Gefängnis, Gottes Sohn“ (Nr. 22) findet sich in einer Christian Ritter zugeschriebenen Johannes-Passion wieder, deren Libretto ein zweites Mal von Johann Mattheson vertont wurde. Der Strophenbau von Nr. 30 „Es ist vollbracht“ weist bemerkenswerte Parallelen zu einer weiteren Arie dieser Passion auf, so dass es sich wahrscheinlich um verschiedene Strophen desselben Liedtextes handelt, der jedoch nicht als Ganzes erhalten ist. Die Vorlagen zu mindestens drei Arien der Passion von Ritter stammen von Christian Heinrich Postel. Völlig unbekannt ist Herkunft der beiden Sopran-Arien „Ich folge dir gleichfalls mit freudigen Schritten“ (Nr. 9) und „Zerfließe, mein Herze“ (Nr. 35). Während die in Text wie Musik bemerkenswert fröhliche Arie „Ich folge dir“ den gläubigen Hörer zur Nachfolge ermutigt, mündet das Nachfolgen des Petrus unmittelbar darauf in den Verrat an Jesu.
Dies alles legt nahe, dass ihr Autor hauptsächlich daran interessiert war, zur Komplettierung des Oratoriums geeignete Texte zusammenzustellen, und keine Ambitionen entwickelte, ein dichterisch originelles Werk zu schaffen. Das heterogene Libretto und der Umstand, dass Bach auch sonst in der Auswahl von Kantatentexten und -dichtern frei war und selbst nicht als Textdichter hervorgetreten ist, legen nahe, dass er selbst die freien Texte zusammengestellt hat. Er kannte sich in Bibel und Gesangbuch gründlich aus und besaß eine umfangreiche theologische Bibliothek mit 52 Bänden.

## Musikalische Formen
Den drei unterschiedlichen Textgattungen des Librettos der Johannes-Passion entsprechen jeweils unterschiedliche musikalische Gattungen:
- Rezitativ: Die 17 Rezitative bilden in der oratorischen Passion das erzählerische Rückgrat. In der Johannes-Passion trägt der Evangelist (nach alter kirchlicher Tradition ein Tenor) den biblischen Text abschnittsweise und wortwörtlich vor. Die Secco-Rezitative werden lediglich von der Continuo-Gruppe begleitet, ohne das Soloinstrumente oder die Streichergruppe zum Einsatz kommen. Meistens wird der Text syllabisch deklamiert, nur bei inhaltreichen Wörtern zur Veranschaulichung melismatisch wie auf den Worten „weinete bitterlich“ (Nr. 12c), „sterben“ und „kämpfen“ (Nr. 16e), „geißeln“ (Nr. 18c), im Vergleich mit der Matthäus-Passion finden sich häufiger ausschmückende Melismen.[29] Weitere Redner wie Petrus, Pilatus, der Diener und die Magd werden von Soliloquenten vorgetragen, die als Dramatis personae auftreten.
- Turba („Volkshaufen“, „Trubel“): Wenn Menschengruppen wie die Jünger, Soldaten, Priester oder das jüdische Volk redend auftreten, stellt Bach sie hochdramatisch durch Turba-Chöre dar, die 14-mal das Rezitativ unterbrechen. Sie können homophonen (Nr. 2b+d, 18b, 23f) oder in virtuoser Polyphonie (Nr. 12, 16b+d, 21b+d, 23d, 25b) oder fugatisch (Nr. 21f, 23b, 27b) auftreten. Einige Turbae wie die beiden Chöre mit den „Kreuzige“-Rufen (Nr. 21 d und 23d) erreichen mit ihren aufgebrachten Sext- und Oktavsprüngen, den wilden Daktylus-Rhythmen und extremen Dissonanzen wie der großen Septime eine musikalische Dramatik, die 1724 im scharfen Kontrast zur gewohnten Leipziger Praxis stand und die bis heute ihre Wirkung nicht verloren hat.
- Arie: Den 8 Arien des Librettos liegen freie Dichtungen zugrunde. In jeder wird eine bestimmte Gemütsbewegung ausgedrückt, die Bach im Sinne der barocken Affektenlehre in Musik setzt. In den meist lyrischen und stärker emotionalen Arien betrachtet der einzelne Hörer das Passionsereignis und bezieht es auf sich. Auf diese Weise rücken die freien Texte beständig die Bedeutung des Geschehens für die Erlösung des Menschen ins Zentrum der Aufmerksamkeit. Je zwei Arien sind für Sopran (Nr. 9 und 35), Alt (Nr. 7 und 30), Tenor (Nr. 13 und 20) und Bass (Nr. 24 und 32) geschrieben; in Nr. 24 wird ein vierstimmiger Choral eingebunden. In der Arie Nr. 24 („Eilt, ihr angefochtnen Seelen“) fragt ein dreistimmiger Chor (SAT) 27-mal homophon-akkordisch „wohin?“, was der Bass mit „nach Golgatha“ beantwortet.[30] Lediglich Nr. 20 ist eine reine Da-capo-Arie, während Nr. 7, 9, 24 und 30 zwar das Schema A-B-A’ aufweisen, aber durchkomponiert sind und sich die rahmenden Teile A und A’ unterscheiden. Zweimal wird ein Arioso einer Aria vorangestellt (Nr. 19 Bass und Nr. 34 Tenor).

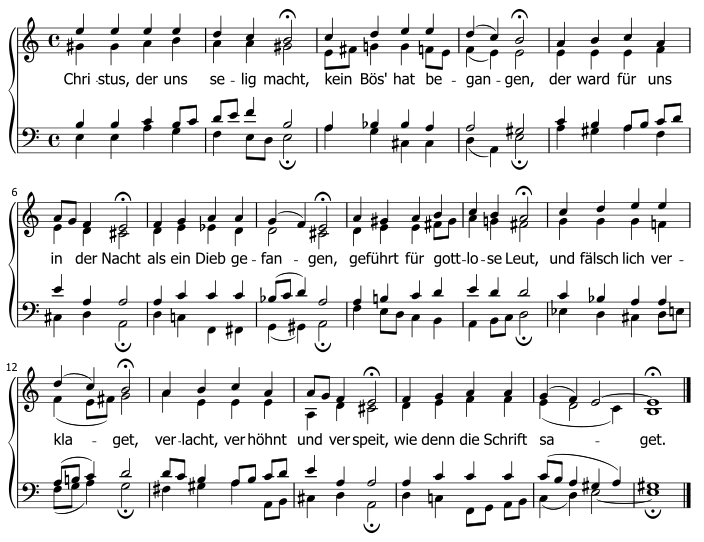
Choral „Christus, der uns selig macht“ mit chromatischer Stimmführung in T. 7/8 (Alt und Bass), aufsteigenden Achtelläufen über eine Quinte in T. 1/2, 5/6, 11/12, 13/14, 15/16 und verminderten Dominantseptnonakkorden in T. 3 und 8

- Choräle: Ihnen liegen die Melodien der traditionellen Passionslieder aus dem Gesangbuch zugrunde, die Bach als vierstimmige Kantionalsätze (SATB) harmonisiert. Die 12 Choräle verdeutlichen dem Hörer die Bedeutung des Passionsgeschehens und zielen auf eine Andachtsperspektive der Gemeinde ab. Während die Arien stärker emotional geprägt sind und auf die subjektive Frömmigkeit des Zuhörers abzielen, erinnern die Choräle die Gemeinde an den objektiven Heilsgrund. Die zentrale christliche Ausdeutung des Passionsgeschehens, nach der Christus den Glaubenden durch seinen Tod von der Sünde befreit und ihm die Möglichkeit der Erlösung eröffnet, erfolgt dabei in Nr. 22 („Durch dein Gefängnis, Gottes Sohn“). Die Choräle zeichnen sich durch eine elegante Stimmführung mit Durchgangs- und Wechselnoten aus und sind Colla parte instrumentiert. Bach verwendet in seinen Passionschorälen verstärkt expressive Harmonien bei bedeutungsvollen oder bildhaften Wörtern.[31] Meist schließen die Choräle durch Stichwortverbindungen an die biblische Erzählung an. Als Jesus von einem Diener des Hohenpriesters geschlagen wird, fragt der anschließende Choral Nr. 11: „Wer hat sich so geschlagen?“, um in der zweiten Strophe zu antworten: „Ich, ich und meine Sünden“. Letztlich ist also jeder sündige Mensch und damit auch der einzelne Zuhörer für das Leiden Jesu mit verantwortlich. Als Pilatus Jesus fragt, ob er der König der Juden sei, und Jesus von seinem überirdischen Reich erzählt, folgt der Choral Nr. 17 „Ach großer König“. Nach dem Schlusschor (Nr. 39) folgt als letzter Satz der Choral „Ach, Herr, laß dein lieb Engelein“, der den Blick auf die Auferstehungshoffnung des Zuhörers lenkt[32] und mit den Worten „ich will dich preisen ewiglich“ den Lobpreis aus dem Eröffnungschor aufgreift.[33]
- Freie Chöre: Die Johannes-Passion wird von einem großen Eingangs- und Schlusschor gerahmt (Nr. 1 und 39). Der Eingangschor ist eine Zusammenfassung der gesamten Botschaft der Passion, die die Theologie des Johannesevangeliums aufnimmt, der zufolge sich Christus als ewiger Gottessohn in seiner Menschwerdung erniedrigt und durch Kreuzigung, Auferstehung und Himmelfahrt wieder seine erhöhte Stellung einnimmt. Der dritte Teil stellt nicht einfach die Wiederholung des ersten Teils dar, sondern die dreiteilig angelegte Da-capo-Form (A-B-A’) widerspiegelt die Bewegung vom Himmel zur Erde und zurück. Entsprechend ist in A/A’ nicht vom Leiden die Rede, sondern dient das Zitat aus Psalm 8,2 LUT („Herr, unser Herrscher, dessen Ruhm in allen Landen herrlich ist!“) dazu, die universale Herrlichkeit des präexistenten Weltenherrschers zu preisen.[34] Auch der Mittelteil (B) verzichtet auf den Gedanken der Erlösung, was für eine Einleitung einer protestantischen Passionsmusik ohne Parallele ist, und sieht in der reinen Anschauung des Zuhörers den eigentlichen Zweck des Passionsgeschehens:[35] „Zeig uns durch deine Passion, dass du … verherrlicht worden bist!“ Der Schlusschor in der Form A-B-A’-B’, ähnlich wie der Schlusschor der Matthäus-Passion ein Klagegesang im langsamen Dreiertakt, weist vom Inhalt her aber auf den erlösenden Aspekt und das Verdienst des Todes Christi für den Einzelnen hin: „Das Grab … macht mir den Himmel auf und schließt die Hölle zu.“

## Besetzung
Das Orchester umfasst neben den Streichern (Violine I/II und Viola) und Basso continuo (Violoncello, Violone, Fagott und Orgel) zwei Traversflöten und zwei Oboen. In einzelnen Sätzen setzt Bach daneben weitere Instrumente ein wie Oboe da caccia, Oboe d’amore, Viola d’amore, Laute und Viola da gamba. Blechblasinstrumente kamen in der Passions- und Adventszeit, den traditionellen Fastenzeiten, nicht zum Einsatz und erklangen erst wieder zu Ostern bzw. Weihnachten. Für die 4. Fassung wurden zusätzliche Stimmen für zwei Violinen „con sordino“, das Continuo und ein zweites Cembalo angeschafft (möglicherweise wegen einer Orgelreparatur). Durch den Einsatz eines Kontrafagotts wurde das Continuo im Bass verstärkt.
Aus dem vierstimmigen Chor lösen sich vier Solisten, deren Rollen die Partitur nicht unterscheidet – anders als teilweise in der heutigen Aufführungspraxis sind also dem Jesus-Part und den Bass-Arien nicht ausdrücklich verschiedene Sänger zugewiesen. Allerdings hat Bach für die Aufführung 1749 die Stimmen für Pilatus und Petrus gesondert herausgeschrieben.
Die Aufführungsdauer hängt selbstverständlich stark von den gewählten Tempi, von Pausen zwischen den Sätzen und den beiden Teilen und von eventuellen Kürzungen ab und liegt im Allgemeinen bei etwa zwei Stunden.

## Werkübersicht
Die Nummern folgen der Neuen Bach-Ausgabe. Zum Vergleich werden die entsprechenden Nummern aus dem Bach-Werke-Verzeichnis in der dritten Spalte angeführt.
Die verschiedenen musikalischen Formen werden entsprechend der Farblegende hervorgehoben.
| Farblegende | Farblegende | Farblegende | Farblegende | Farblegende | Farblegende |
| ----------- | ----------- | ----------- | ----------- | ----------- | ----------- |
| Rezitativ   | Turba       | Arioso      | Arie        | Choral      | Freier Chor |

| NBA                             | NBA                             | BWV                             | Form                            | Besetzung                                                        | Besetzung                                                        | Textbeginn                                      | Tonart                          | Takt                            | Instrumentation                                             | Textquelle                                             | Incipit                         |
| Parte Prima                     | Parte Prima                     | Parte Prima                     | Parte Prima                     | Parte Prima                                                      | Parte Prima                                                      | Parte Prima                                     | Parte Prima                     | Parte Prima                     | Parte Prima                                                 | Parte Prima                                            | Parte Prima                     |
| Akt I: Verrat und Gefangennahme | Akt I: Verrat und Gefangennahme | Akt I: Verrat und Gefangennahme | Akt I: Verrat und Gefangennahme | Akt I: Verrat und Gefangennahme                                  | Akt I: Verrat und Gefangennahme                                  | Akt I: Verrat und Gefangennahme                 | Akt I: Verrat und Gefangennahme | Akt I: Verrat und Gefangennahme | Akt I: Verrat und Gefangennahme                             | Akt I: Verrat und Gefangennahme                        | Akt I: Verrat und Gefangennahme |
| ------------------------------- | ------------------------------- | ------------------------------- | ------------------------------- | ---------------------------------------------------------------- | ---------------------------------------------------------------- | ----------------------------------------------- | ------------------------------- | ------------------------------- | ----------------------------------------------------------- | ------------------------------------------------------ | ------------------------------- |
| 1                               |                                 | 1                               | Chorus                          | Chorus                                                           | Chorus                                                           | Herr, unser Herrscher                           | g-Moll                          | C (4/4)                         | 2 Traversflöten, 2 Oboen, Streicher und Continuo            | unbekannt; erster Teil nach Psalm 8,2                  |                                 |
| 2                               | a                               | 2                               | Rezitativ                       | Evangelist (Tenor), Jesus (Bass)                                 | Evangelist (Tenor), Jesus (Bass)                                 | Jesus ging mit seinen Jüngern                   | g-Moll                          | g-Moll                          | Continuo                                                    | Joh 18,1–5a                                            |                                 |
| 2                               | b                               | 3                               | Chorus                          | Chorus                                                           | Chorus                                                           | Jesum von Nazareth                              | g-Moll                          | C (4/4)                         | 2 Traversflöten, 2 Oboen, Streicher und Continuo            | Joh 18,5b                                              |                                 |
| 2                               | c                               | 4                               | Rezitativ                       | Evangelist (T), Jesus (B)                                        | Evangelist (T), Jesus (B)                                        | Jesus spricht zu ihnen                          | g-Moll→c-Moll                   | g-Moll→c-Moll                   | Continuo                                                    | Joh 18,5c–7a                                           |                                 |
| 2                               | d                               | 5                               | Chorus                          | Chorus                                                           | Chorus                                                           | Jesum von Nazareth                              | c-Moll                          | C (4/4)                         | 2 Traversflöten, 2 Oboen, Streicher und Continuo            | Joh 18,7b                                              |                                 |
| 2                               | e                               | 6                               | Rezitativ                       | Evangelist (T), Jesus (B)                                        | Evangelist (T), Jesus (B)                                        | Jesus antwortete                                | c-Moll→B-Dur                    | c-Moll→B-Dur                    | Continuo                                                    | Joh 18,8                                               |                                 |
| 3                               |                                 | 7                               | Choral                          | Choral                                                           | Choral                                                           | O große Lieb                                    | g-Moll                          | C (4/4)                         | 2 Traversflöten, 2 Oboen, Streicher und Continuo            | Johann Heermann                                        |                                 |
| 4                               |                                 | 8                               | Rezitativ                       | Evangelist (T), Jesus (B)                                        | Evangelist (T), Jesus (B)                                        | Auf daß das Wort erfüllet würde                 | B-Dur→d-Moll                    | B-Dur→d-Moll                    | Continuo                                                    | Joh 18,9–11                                            |                                 |
| 5                               |                                 | 9                               | Choral                          | Choral                                                           | Choral                                                           | Dein Will gescheh                               | d-Moll                          | C (4/4)                         | 2 Traversflöten, 2 Oboen, Streicher und Continuo            | Martin Luther                                          |                                 |
| Akt II: Verleugnung             |                                 |                                 |                                 |                                                                  |                                                                  |                                                 |                                 |                                 |                                                             |                                                        |                                 |
| 6                               |                                 | 10                              | Rezitativ                       | Evangelist (T), Jesus (B)                                        | Evangelist (T), Jesus (B)                                        | Die Schar aber und der Oberhauptmann            | F-Dur→d-Moll                    | F-Dur→d-Moll                    | Continuo                                                    | Joh 18,12–14                                           |                                 |
| 7                               |                                 | 11                              | Arie                            | Alt                                                              | Alt                                                              | Von den Stricken meiner Sünden                  | d-Moll                          | 3/4                             | Oboe I, II und Continuo                                     | Barthold Heinrich Brockes                              |                                 |
| 8                               |                                 | 12                              | Rezitativ                       | Evangelist (T)                                                   | Evangelist (T)                                                   | Simon Petrus aber folgete Jesu nach             | B-Dur                           | B-Dur                           | Continuo                                                    | Joh 18,15a                                             |                                 |
| 9                               |                                 | 13                              | Arie                            | Sopran                                                           | Sopran                                                           | Ich folge dir gleichfalls                       | B-Dur                           | 3/8                             | 2 Traversflöten und Continuo                                | unbekannt                                              |                                 |
| 10                              |                                 | 14                              | Rezitativ                       | Evangelist (T), Magd (Sopran), Petrus (B), Jesus (B), Knecht (T) | Evangelist (T), Magd (Sopran), Petrus (B), Jesus (B), Knecht (T) | Derselbige Jünger war dem Hohenpriester bekannt | g-Moll→E-Dur                    | g-Moll→E-Dur                    | Continuo                                                    | Joh 18,15b–23                                          |                                 |
| 11                              |                                 | 15                              | Choral                          | Choral                                                           | Choral                                                           | Wer hat dich so geschlagen                      | A-Dur                           | C (4/4)                         | 2 Traversflöten, 2 Oboen, Streicher und Continuo            | Paul Gerhardt                                          |                                 |
| 12                              | a                               | 16                              | Rezitativ                       | Evangelist (T)                                                   | Evangelist (T)                                                   | Und Hannas sandte ihn gebunden                  | Fis-Dur→E-dur                   | Fis-Dur→E-dur                   | Continuo                                                    | Joh 18,24–25a                                          |                                 |
| 12                              | b                               | 17                              | Chorus                          | Chorus                                                           | Chorus                                                           | Bist du nicht seiner Jünger einer               | E-Dur                           | C (4/4)                         | 2 Traversflöten, 2 Oboen, Streicher und Continuo            | Joh 18,25b                                             |                                 |
| 12                              | c                               | 18                              | Rezitativ                       | Evangelist (T), Petrus (B), Knecht (T)                           | Evangelist (T), Petrus (B), Knecht (T)                           | Er leugnete aber und sprach                     | A-Dur→fis-Moll                  | A-Dur→fis-Moll                  | Continuo                                                    | Joh 18,25c–27 , Mt 26,75                               |                                 |
| 13                              |                                 | 19                              | Arie                            | Tenor                                                            | Tenor                                                            | Ach, mein Sinn                                  | fis-Moll                        | 3/4                             | Streicher und Continuo                                      | Christian Weise                                        |                                 |
| 14                              |                                 | 20                              | Choral                          | Choral                                                           | Choral                                                           | Petrus, der nicht denkt zurück                  | A-Dur                           | C (4/4)                         | 2 Traversflöten, 2 Oboen, Streicher und Continuo            | Paul Stockmann                                         |                                 |
| Parte Seconda                   |                                 |                                 |                                 |                                                                  |                                                                  |                                                 |                                 |                                 |                                                             |                                                        |                                 |
| Akt III: Verhör und Geißelung   |                                 |                                 |                                 |                                                                  |                                                                  |                                                 |                                 |                                 |                                                             |                                                        |                                 |
| 15                              |                                 | 21                              | Choral                          | Choral                                                           | Choral                                                           | Christus, der uns selig macht                   | A-Moll                          | C (4/4)                         | 2 Traversflöten, 2 Oboen, Streicher und Continuo            | Michael Weiße                                          |                                 |
| 16                              | a                               | 22                              | Rezitativ                       | Evangelist (T), Pilatus (B)                                      | Evangelist (T), Pilatus (B)                                      | Da führeten sie Jesum                           | d-Moll                          | d-Moll                          | Continuo                                                    | Joh 18,28–30a                                          |                                 |
| 16                              | b                               | 23                              | Chorus                          | Chorus                                                           | Chorus                                                           | Wäre dieser nicht ein Übeltäter                 | d-Moll                          | C (4/4)                         | 2 Traversflöten, 2 Oboen, Streicher und Continuo            | Joh 18,30b                                             |                                 |
| 16                              | c                               | 24                              | Rezitativ                       | Evangelist (T), Pilatus (B)                                      | Evangelist (T), Pilatus (B)                                      | Da sprach Pilatus zu ihnen                      | d-Moll→a-Moll                   | d-Moll→a-Moll                   | Continuo                                                    | Joh 18,31a                                             |                                 |
| 16                              | d                               | 25                              | Chorus                          | Chorus                                                           | Chorus                                                           | Wir dürfen niemand töten                        | a-Moll                          | C (4/4)                         | 2 Traversflöten, 2 Oboen, Streicher und Continuo            | Joh 18,31b                                             |                                 |
| 16                              | e                               | 26                              | Rezitativ                       | Evangelist (T), Pilatus (B), Jesus (B)                           | Evangelist (T), Pilatus (B), Jesus (B)                           | Auf daß erfüllet würde das Wort                 | a-Moll                          | a-Moll                          | Continuo                                                    | Joh 18,32                                              |                                 |
| 17                              |                                 | 27                              | Choral                          | Choral                                                           | Choral                                                           | Ach großer König                                | a-Moll                          | C (4/4)                         | 2 Traversflöten, 2 Oboen, Streicher und Continuo            | Johann Heermann                                        |                                 |
| 18                              | a                               | 28                              | Rezitativ                       | Evangelist (T) Pilatus (B), Jesus (B)                            | Evangelist (T) Pilatus (B), Jesus (B)                            | Da sprach Pilatus zu ihm                        | C-Dur→d-Moll                    | C-Dur→d-Moll                    | Continuo                                                    | Joh 18,33–40a                                          |                                 |
| 18                              | b                               | 29                              | Chorus                          | Chorus                                                           | Chorus                                                           | Nicht diesen, sondern Barrabam                  | d-Moll                          | C (4/4)                         | 2 Traversflöten, 2 Oboen, Streicher und Continuo            | Joh 18,40b                                             |                                 |
| 18                              | c                               | 30                              | Rezitativ                       | Evangelist (T)                                                   | Evangelist (T)                                                   | Barrabas aber war ein Mörder                    | g-Moll                          | g-Moll                          | Continuo                                                    | Joh 18,40c–19,1                                        |                                 |
| 19                              |                                 | 31                              | Arioso                          | Bass                                                             | Bass                                                             | Betrachte, meine Seel                           | Es-Dur                          | C (4/4)                         | 2 Violen d’amore solo und Continuo mit Laute                | Barthold Heinrich Brockes                              |                                 |
| 20                              |                                 | 32                              | Arie                            | Tenor                                                            | Tenor                                                            | Erwäge, wie sein blutgefärbter Rücken           | c-Moll                          | 12/8                            | 2 Violen d’amore solo und Continuo                          | Barthold Heinrich Brockes                              |                                 |
| 21                              | a                               | 33                              | Rezitativ                       | Evangelist (T)                                                   | Evangelist (T)                                                   | Und die Kriegsknechte flochten eine Krone       | g-Moll→B-Dur                    | g-Moll→B-Dur                    | Continuo                                                    | Joh 19,2–3a                                            |                                 |
| 21                              | b                               | 34                              | Chorus                          | Chorus                                                           | Chorus                                                           | Sei gegrüßet, lieber Jüdenkönig                 | B-Dur                           | 6/4                             | 2 Traversflöten, 2 Oboen, Streicher und Continuo            | Joh 19,3b                                              |                                 |
| 21                              | c                               | 35                              | Rezitativ                       | Evangelist (T), Pilatus (B)                                      | Evangelist (T), Pilatus (B)                                      | Und gaben ihm Backenstreiche                    | c-Moll→g-Moll                   | c-Moll→g-Moll                   | Continuo                                                    | Joh 19,3c–6a                                           |                                 |
| 21                              | d                               | 36                              | Chorus                          | Chorus                                                           | Chorus                                                           | Kreuzige, kreuzige                              | g-Moll                          | C (4/4)                         | 2 Traversflöten, 2 Oboen, Streicher und Continuo            | Joh 19,6b                                              |                                 |
| 21                              | e                               | 37                              | Rezitativ                       | Evangelist (T), Pilatus (B)                                      | Evangelist (T), Pilatus (B)                                      | Pilatus sprach zu ihnen                         | g-Moll→F-Dur                    | g-Moll→F-Dur                    | Continuo                                                    | Joh 19,6c-7a                                           |                                 |
| 21                              | f                               | 38                              | Chorus                          | Chorus                                                           | Chorus                                                           | Wir haben ein Gesetz                            | F-Dur→d-Moll                    | C (4/4)                         | 2 Traversflöten, 2 Oboen, Streicher und Continuo            | Joh 19,7b                                              |                                 |
| 21                              | g                               | 39                              | Rezitativ                       | Evangelist (T), Pilatus (B), Jesus (B)                           | Evangelist (T), Pilatus (B), Jesus (B)                           | Da Pilatus das Wort hörete                      | A-Dur→E-Dur                     | A-Dur→E-Dur                     | Continuo                                                    | Joh 19,8–12a                                           |                                 |
| 22                              |                                 | 40                              | Choral                          | Choral                                                           | Choral                                                           | Durch dein Gefängnis, Gottes Sohn               | E-Dur                           | C (4/4)                         | 2 Traversflöten, 2 Oboen, Streicher und Continuo            | unbekannt                                              |                                 |
| 23                              | a                               | 41                              | Rezitativ                       | Evangelist (T)                                                   | Evangelist (T)                                                   | Die Jüden aber schrieen und sprachen            | H-Dur                           | H-Dur                           | Continuo                                                    | Joh 19,12b                                             |                                 |
| 23                              | b                               | 42                              | Chorus                          | Chorus                                                           | Chorus                                                           | Lässest du diesen los                           | cis-Moll                        | C (4/4)                         | 2 Traversflöten, Oboe, Oboe d’amore, Streicher und Continuo | Joh 19,12c                                             |                                 |
| 23                              | c                               | 43                              | Rezitativ                       | Evangelist (T), Pilatus (B)                                      | Evangelist (T), Pilatus (B)                                      | Da Pilatus das Wort hörete                      | cis-Moll→h-Moll                 | cis-Moll→h-Moll                 | Continuo                                                    | Joh 19,13–15a                                          |                                 |
| 23                              | d                               | 44                              | Chorus                          | Chorus                                                           | Chorus                                                           | Weg, weg mit dem                                | h-Moll→fis-Moll                 | C (4/4)                         | 2 Traversflöten, Oboe, Oboe d’amore, Streicher und Continuo | Joh 19,15b                                             |                                 |
| 23                              | e                               | 45                              | Rezitativ                       | Evangelist (T), Pilatus (B)                                      | Evangelist (T), Pilatus (B)                                      | Spricht Pilatus zu ihnen                        | h-Moll                          | h-Moll                          | Continuo                                                    | Joh 19,15c                                             |                                 |
| 23                              | f                               | 46                              | Chorus                          | Chorus                                                           | Chorus                                                           | Wir haben keinen König                          | h-Moll                          | C (4/4)                         | 2 Traversflöten, Oboe, Oboe d’amore, Streicher und Continuo | Joh 19,15d                                             |                                 |
| 23                              | g                               | 47                              | Rezitativ                       | Evangelist (T)                                                   | Evangelist (T)                                                   | Da überantwortete er ihn                        | h-Moll→g-Moll                   | h-Moll→g-Moll                   | Continuo                                                    | Joh 19,16–17                                           |                                 |
| 24                              |                                 | 48                              | Arie                            | Bass                                                             | + Chor (Sopran, Alt, Tenor)                                      | Eilt, ihr angefochtnen Seelen                   | g-Moll                          | 3/8                             | Streicher und Continuo                                      | Barthold Heinrich Brockes                              |                                 |
| Akt IV: Kreuzigung und Tod      |                                 |                                 |                                 |                                                                  |                                                                  |                                                 |                                 |                                 |                                                             |                                                        |                                 |
| 25                              | a                               | 49                              | Rezitativ                       | Evangelist (T)                                                   | Evangelist (T)                                                   | Allda kreuzigten sie ihn                        | b-Moll→B-Dur                    | b-Moll→B-Dur                    | Continuo                                                    | Joh 19,18–21a                                          |                                 |
| 25                              | b                               | 50                              | Chorus                          | Chorus                                                           | Chorus                                                           | Schreibe nicht: der Jüden König                 | B-Dur                           | 6/4                             | 2 Traversflöten, 2 Oboen, Streicher und Continuo            | Joh 19,21b                                             |                                 |
| 25                              | c                               | 51                              | Rezitativ                       | Evangelist (T), Pilatus (B)                                      | Evangelist (T), Pilatus (B)                                      | Pilatus antwortet                               | B-Dur                           | B-Dur                           | Continuo                                                    | Joh 19,22                                              |                                 |
| 26                              |                                 | 52                              | Choral                          | Choral                                                           | Choral                                                           | In meines Herzens Grunde                        | Es-Dur                          | C (4/4)                         | 2 Traversflöten, 2 Oboen, Streicher und Continuo            | Valerius Herberger                                     |                                 |
| 27                              | a                               | 53                              | Rezitativ                       | Evangelist (T)                                                   | Evangelist (T)                                                   | Die Kriegsknechte aber                          | F-Dur→C-Dur                     | F-Dur→C-Dur                     | Continuo                                                    | Joh 19,23–24a                                          |                                 |
| 27                              | b                               | 54                              | Chorus                          | Chorus                                                           | Chorus                                                           | Lasset uns den nicht zerteilen                  | C-Dur                           | 3/4                             | 2 Traversflöten, Oboe, Oboe d’amore, Streicher und Continuo | Joh 19,24b                                             |                                 |
| 27                              | c                               | 55                              | Rezitativ                       | Evangelist (T), Jesus (B)                                        | Evangelist (T), Jesus (B)                                        | Auf daß erfüllet würde die Schrift              | a-Moll→A-Dur                    | a-Moll→A-Dur                    | Continuo                                                    | Joh 19,24c–27a                                         |                                 |
| 28                              |                                 | 56                              | Choral                          | Choral                                                           | Choral                                                           | Er nahm alles wohl in acht                      | A-Dur                           | C (4/4)                         | 2 Traversflöten, 2 Oboen, Streicher und Continuo            | Paul Stockmann                                         |                                 |
| 29                              |                                 | 57                              | Rezitativ                       | Evangelist (T), Jesus (B)                                        | Evangelist (T), Jesus (B)                                        | Und von Stund an nahm sie der Jünger            | A-Dur→fis-Moll                  | A-Dur→fis-Moll                  | Continuo                                                    | Joh 19,27b–30a                                         |                                 |
| 30                              |                                 | 58                              | Arie                            | Alt                                                              | Alt                                                              | Es ist vollbracht                               | h-Moll                          | C (4/4)                         | Streicher, Viola da gamba solo und Continuo                 | Christian Heinrich Postel                              |                                 |
| 31                              |                                 | 59                              | Rezitativ                       | Evangelist (T)                                                   | Evangelist (T)                                                   | Und neiget das Haupt                            | h-Moll→fis-Moll                 | h-Moll→fis-Moll                 | Continuo                                                    | Joh 19,30b                                             |                                 |
| 32                              |                                 | 60                              | Arie                            | Bass solo                                                        | + Choral Jesu, der du warest tot                                 | Mein teurer Heiland, laß dich fragen            | D-Dur                           | 12/8                            | Streicher und Continuo                                      | Barthold Heinrich Brockes / Paul Stockmann (Choral)    |                                 |
| 33                              |                                 | 61                              | Rezitativ                       | Evangelist (T)                                                   | Evangelist (T)                                                   | Und siehe da, der Vorhang im Tempel zerriß      | e-Moll                          | e-Moll                          | Continuo                                                    | Mt 27,51–52                                            |                                 |
| 34                              |                                 | 62                              | Arioso                          | Tenor                                                            | Tenor                                                            | Mein Herz, in dem die ganze Welt                | G-Dur→C-Dur                     | C (4/4)                         | 2 Traversflöten, 2 Oboen da caccia, Streicher und Continuo  | Barthold Heinrich Brockes                              |                                 |
| 35                              |                                 | 63                              | Arie                            | Sopran                                                           | Sopran                                                           | Zerfließe, mein Herze                           | f-Moll                          | 3/8                             | Traversflöte solo, Oboe da caccia solo und Continuo         | unbekannt                                              |                                 |
| 36                              |                                 | 64                              | Rezitativ                       | Evangelist (T)                                                   | Evangelist (T)                                                   | Die Jüden aber, dieweil es der Rüsttag war      | c-Moll→B-Dur                    | c-Moll→B-Dur                    | Continuo                                                    | Joh 19,31–37                                           |                                 |
| 37                              |                                 | 65                              | Choral                          | Choral                                                           | Choral                                                           | O hilf, Christe, Gottes Sohn                    | b-Moll                          | C (4/4)                         | 2 Traversflöten, 2 Oboen, Streicher und Continuo            | Michael Weiße                                          |                                 |
| Akt V: Grablegung               |                                 |                                 |                                 |                                                                  |                                                                  |                                                 |                                 |                                 |                                                             |                                                        |                                 |
| 38                              |                                 | 66                              | Rezitativ                       | Evangelist (T)                                                   | Evangelist (T)                                                   | Darnach bat Pilatum Joseph von Arimathia        | F-Dur→C-Dur                     | F-Dur→C-Dur                     | Continuo                                                    | Joh 19,38–42                                           |                                 |
| 39                              |                                 | 67                              | Chorus                          | Chorus                                                           | Chorus                                                           | Ruht wohl, ihr heiligen Gebeine                 | c-Moll                          | 3/4                             | 2 Traversflöten, 2 Oboen, Streicher und Continuo            | unbekannt: zweiter Teil nach Barthold Heinrich Brockes |                                 |
| 40                              |                                 | 68                              | Choral                          | Choral                                                           | Choral                                                           | Ach Herr, laß dein lieb Engelein                | Es-Dur                          | C (4/4)                         | 2 Traversflöten, 2 Oboen, Streicher und Continuo            | Martin Schalling                                       |                                 |

| In der zweiten Fassung (1725) hinzugefügte Sätze | In der zweiten Fassung (1725) hinzugefügte Sätze | In der zweiten Fassung (1725) hinzugefügte Sätze | In der zweiten Fassung (1725) hinzugefügte Sätze | In der zweiten Fassung (1725) hinzugefügte Sätze | In der zweiten Fassung (1725) hinzugefügte Sätze | In der zweiten Fassung (1725) hinzugefügte Sätze | In der zweiten Fassung (1725) hinzugefügte Sätze | In der zweiten Fassung (1725) hinzugefügte Sätze                                                                    | In der zweiten Fassung (1725) hinzugefügte Sätze |
| NBA                                              | BWV                                              | Form                                             | Besetzung                                        | Textbeginn                                       | Tonart                                           | Takt                                             | Instrumentation                                  | Bemerkungen | Incipit                                          |
| ------------------------------------------------ | ------------------------------------------------ | ------------------------------------------------ | ------------------------------------------------ | ------------------------------------------------ | ------------------------------------------------ | ------------------------------------------------ | ------------------------------------------------ | --- | ------------------------------------------------ |
| 1II                                              | 244/35                                           | Choral                                           | Choral                                           | O Mensch, bewein dein Sünde groß                 | Es-Dur                                           | C (4/4)                                          | 2 Traversflöte, 2 Oboen, Streicher und Continuo  | ersetzt Nr. 1 Herr, unser Herrscher; später in E-Dur übernommen in die Matthäus-Passion (BWV 244)                   |                                                  |
| 11+                                              | 245a                                             | Arie                                             | Bass, Sopran                                     | Himmel reiße, Welt erbebe                        | fis-Moll                                         | C (4/4)                                          | 2 Traversflöte und Continuo                      | eingefügt zwischen Nr. 11 Wer hat dich so geschlagen und Nr. 12a Und Hannas sandte ihn gebunden                     |                                                  |
| 13II                                             | 245b                                             | Arie                                             | Tenor                                            | Zerschmettert mich, ihr Felsen und ihr Hügel     | A-Dur                                            | C (4/4)                                          | Streicher und Continuo                           | ersetzt Nr. 13 Ach, mein Sinn                                                                                       |                                                  |
| 19II                                             | 245c                                             | Arie                                             | Tenor                                            | Ach windet euch nicht so, geplagte Seelen        | c-Moll                                           | C (4/4)                                          | 2 Oboen und Continuo                             | ersetzt Nr. 19 Betrachte, meine Seel und Nr. 20 Erwäge, wie sein blutgefärbter Rücken                               |                                                  |
| 40II                                             | 23/4                                             | Choral                                           | Choral                                           | Christe, du Lamm Gottes                          | Es-Dur                                           | (2/2)                                            | 2 Traversflöten, 2 Oboen, Streicher und Continuo | ersetzt Nr. 40 Ach Herr, laß dein lieb Engelein; übernommen aus der Kantate Du wahrer Gott und Davids Sohn (BWV 23) |                                                  |

### Notenausgaben
Die Nummerierung der Sätze in den verschiedenen Ausgaben ist nicht einheitlich. Dieser Artikel folgt der Nummerierung der Neuen Bach-Ausgabe.
- Wilhelm Rust: Passionsmusik nach dem Evangelisten Johannes. Band 12.1 der Gesamtausgabe der Bach-Gesellschaft, Breitkopf & Härtel, 1863 ((Online-Version der Partitur))
- Carl Eberhardt: Johannes-Passion. Edition C. F. Peters, EP 8634 (Partitur), EP 39 (Klavierauszug)
- Arthur Mendel: Johannes-Passion – St John Passion BWV 245. Partitur. Serie II, Band 4 der Neuen Bach-Ausgabe, Bärenreiter (BA 5037-01), auch als Taschenpartitur (TP 197) und als Klavierauszug (BA 5037-90); identisch mit Deutscher Verlag für Musik Leipzig, DVfM 3093 (Studienpartitur)
- Arnold Schering: Johannes-Passion. Edition C. F. Peters, 1986, EP 579 (Studienpartitur)
- Gerd Sievers: Johannes-Passion. Edition Breitkopf, PB 3792 (Partitur), PB 3811 (Studienpartitur), EB 6280 (Klavierauszug von Günther Raphael)
- Peter Wollny: Johannespassion, Fassung II (1725). Carus-Verlag (Stuttgarter Bach-Ausgabe) CV 31.245/50 (Partitur), CV 31.245/53 (Klavierauszug von Paul Horn)
- Peter Wollny: Johannespassion, Fassung IV (1749). Carus-Verlag (Stuttgarter Bach-Ausgabe) CV 31.245/00 (Partitur), CV 31.245/07 (Studienpartitur), CV 31.245/03 (Klavierauszug von Paul Horn)

### Sekundärliteratur
- Elke Axmacher: „Aus Liebe will mein Heyland sterben“. Untersuchungen zum Wandel des Passionsverständnisses im frühen 18.Jahrhundert (= Beiträge zur theologischen Bachforschung 1). Hänssler, Neuhausen-Stuttgart 1984, ISBN 3-7751-0883-1, S. 149–165.
- Hans Darmstadt: Johann Sebastian Bach – Johannes-Passion, BWV 245. Analysen und Anmerkungen zur Kompositionstechnik; mit aufführungspraktischen und theologischen Notizen. Klangfarben Musikverlag, Dortmund 2010, ISBN 978-3-932676-16-1.
- Alfred Dürr: Johann Sebastian Bach, Die Johannes-Passion. Entstehung, Überlieferung, Werkeinführung (= Bärenreiter-Werkeinführungen). 7. Auflage. Bärenreiter, Kassel / Basel u. a. 2019, ISBN 978-3-7618-1473-4.
- Michael Gassmann (Hrsg.): Bachs Johannes-Passion. Poetische, musikalische, theologische Konzepte. Vorträge der Bachwoche Stuttgart 2011. Bärenreiter, Kassel 2012, ISBN 978-3-7618-2285-2.
- Martin Geck: Johann Sebastian Bach: Johannespassion BWV 245. Fink, München 1991, ISBN 3-7705-2636-8.
- Walter Hilbrands: Johannes Sebastian Bach als Ausleger der Bibel in seiner Johannespassion. In: Walter Hilbrands (Hrsg.): Sprache lieben – Gottes Wort verstehen. Beiträge zur biblischen Exegese. Brunnen, Gießen 2011, ISBN 978-3-7655-9247-8, S. 271–285.
- Siegfried Kettling: „Herr, unser Herrscher“. Die Johannes-Passion von Johann Sebastian Bach theologisch und musikalisch erklärt (= Hänssler-Paperback). Hänssler, Holzgerlingen 2002, ISBN 3-7751-3759-9.
- Friedhelm Krummacher: Die Kantaten und Passionen. Band 1: Vom Frühwerk zur Johannes-Passion. Bärenreiter, Kassel 2018, ISBN 978-3-7618-2409-2.
- Konrad Küster: Johannespassion BWV 245. In: Konrad Küster (Hrsg.): Bach-Handbuch. Bärenreiter, Kassel 1999, ISBN 3-7618-2000-3, S. 436–452.
- Andreas Loewe: Johann Sebastian Bach’s St John Passion (BWV 245). A Theological Commentary. Brill, Leiden 2014, ISBN 978-90-04-26547-9.
- Christoph Rueger, Hans Gebhard: Johannes-Passion BWV 245. In: Hans Gebhard (Hrsg.): Harenbergs Chormusikführer – Vom Kammerchor bis zum Oratorium. Harenberg, Dortmund 1999, ISBN 3-611-00817-6, S. 69–71.
- Gottfried Scholz: Bachs Passionen. Ein musikalischer Werkführer. C. H. Beck, München 2000, ISBN 3-406-43305-7.
- Benedikt Schubert: Bild, Affekt, Inventio. Zur „Johannespassion“ Johann Sebastian Bachs. Peter Lang, Frankfurt am Main / Bern 2017, ISBN 978-3-631-67559-5.
- J. Cornelis de Vos: Das Libretto zu Johann Sebastian Bachs Johannes-Passion aus neutestamentlich-exegetischer Sicht. In: Höink Dominik, Jacob Andreas (Hrsg.): Musikwissenschaft und Theologie im Dialog. Johann Sebastian Bachs „h-Moll-Messe“" und „Johannes-Passion“. Georg Olms, Hildesheim/Zürich 2020, ISBN 978-3-487-15916-4, S. 317–332.
- Meinrad Walter: Johann Sebastian Bach. Johannespassion. Eine musikalisch-theologische Einführung; mit 63 Notenbeispielen. Carus-Verlag Reclam, Stuttgart 2011, ISBN 978-3-89948-156-3.
- Christoph Wolff: Bachs Johannes-Passion. Zwischen biblischer Historia und Oratorium. In: Höink Dominik, Jacob Andreas (Hrsg.): Musikwissenschaft und Theologie im Dialog. Johann Sebastian Bachs „h-Moll-Messe“" und „Johannes-Passion“. Georg Olms, Hildesheim/Zürich 2020, ISBN 978-3-487-15916-4, S. 295–316.

## Einspielungen (Auswahl)
- Karl Richter, Münchener Bach-Chor, Münchener Bach-Orchester, Evelyn Lear (Sopran), Hertha Töpper (Alt), Ernst Haefliger (Tenor: Evangelist), Hermann Prey (Bass: Jesus), Keith Engen (Bass: Arien). Deutsche Grammophon, 1964.
- Hans-Joachim Rotzsch, Thomanerchor Leipzig, Gewandhausorchester. Solisten: Arleen Augér (Sopran), Heidi Rieß (Alt), Peter Schreier (Tenor), Siegfried Lorenz (Bariton), Theo Adam (Bassbariton). Sony BMG, 1976.
- Johan van der Meer, Groningse Bachvereniging, Fiori musicali. Solisten: Marjanne Kweksilber (Sopran), Charles Brett (Alto), Marius van Altena (Tenor: Evangelist), Harry Geraerts (Tenor: Arien), Max van Egmond (Bass: Jesus), Harry van der Kamp (Bass: Arien). 1979.
- Nikolaus Harnoncourt, Tölzer Knabenchor, Concentus Musicus Wien; Solisten: Kurt Equiluz (Tenor: Evangelist), Thomas Moser (Tenor: Arien), Robert Holl (Bass: Jesus), Anton Scharinger (Bass: Arien). Video Unitel 1985.
- Helmuth Rilling, Gächinger Kantorei Stuttgart, Bach-Collegium Stuttgart; Solisten: Arleen Augér (Sopran), Charlotte Hoffmann (Sopran: Ancilla), Julia Hamari (Alt), Peter Schreier (Tenor: Evangelist und Arien), Markus Müller (Tenor: Diener), Philippe Huttenlocher (Bass: Jesus), Dietrich Fischer-Dieskau (Bass: Arien), Dietmar Keitz (Bass: Petrus), Andreas Schmidt (Bass: Pilatus). Columbia Records, 1985.
- John Eliot Gardiner, Monteverdi Choir, English Baroque Soloists; Solisten: Nancy Argenta (Sopran), Ruth Holton (Sopran), Michael Chance (Countertenor), Anthony Rolfe Johnson (Tenor: Evangelist und Arien), Stephen Varco (Bassbariton), Cornelius Hauptmann (Bass). Deutsche Grammophon, 1986.
- Peter Schreier (Tenor: Evangelist und Arien), Rundfunkchor Leipzig, Staatskapelle Dresden; Solisten: Roberta Alexander (Sopran), Marjana Lipovšek (Mezzosopran), Olaf Bär (Bariton), Robert Holl (Bass: Jesus). Universal Music Group, 1988 (Version 1724, mit vier Arien der Version 1725).
- Philippe Herreweghe, Collegium Vocale Gent, Orchestre de la Chapelle Royale; Solisten: Barbara Schlick (Sopran), Catherine Patriasz (Alt), Howard Crook (Tenor: Evangelist), William Kendall (Tenor: Arien), Peter Lika (Bass: Jesus), Peter Kooij (Bass: Arien). Harmonia mundi, 1988.
- Sigiswald Kuijken, La Petite Bande; Solisten: Barbara Schlick (Sopran), René Jacobs (Alto), Christoph Prégardien (Tenor: Evangelist), Nico Van Der Meel (Tenor: Arien), Max van Egmond (Bass). Harmonia mundi France, 1990.
- Eckhard Weyand, Stuttgarter Hymnus-Chorknaben; Solisten: Christine Schäfer (Sopran), Yvi Jänicke (Mezzosopran), Adalbert Kraus (Tenor), Gerold Spingler (Bariton), Berthold Possemeyer (Bariton), Reinhard Hagen (Bass: Jesus). SCM Hänssler, 1992.
- Ton Koopman, Nederlandse Bachvereniging, Amsterdam Baroque Orchestra; Solisten: Barbara Schlick (Sopran), Guy De Mey (Tenor: Evangelist), Gerd Türk (Tenor: Arien), Peter Kooij (Bass: Jesus), Klaus Mertens (Bass: Arien). Erato, 1994.
- Helmuth Rilling, Gächinger Kantorei Stuttgart, Bach-Collegium Stuttgart; Solisten: Juliane Banse (Sopran), Ingeborg Danz (Alt), James Taylor (Tenor: Arien), Matthias Goerne (Tenor: Evangelist), Andreas Schmidt (Bass), Michael Schade (Bass: Jesus). SCM Hänssler, Neuhausen-Stuttgart 1997, ISBN 0-276-00822-7 („Internationale“ Version; Ersteinspielung der Sätze aller Versionen).
- Masaaki Suzuki, Bach Collegium Japan; Solisten: Ingrid Schmithüsen (Sopran), Yoshi Hida (Sopran, Magd), Yoshikazu Mera (Countertenor), Gerd Türk (Tenor: Evangelist), Makoto Sakurada (Tenor: Arien und Diener), Chiyuki Urano (Bass: Jesus), Peter Kooij (Bass: Petrus, Pilatus). 1998.
- Masaaki Suzuki, Bach Collegium Japan; Solisten: Midori Suzuki (Sopran), Robin Blaze (Countertenor), Gerd Türk (Tenor, Evangelist), Stephan MacLeod (Bass-Bariton: Jesus u. a.). DVD BIS, 2001.
- Stephen Cleobury, King’s College Choir, The Brandenburg Consort; Solisten: Catherine Bott (Sopran), Michael Chance (Alto), John Mark Ainsley (Tenor: Evangelist), Paul Agnew (Tenor: Arien), Stephen Richardson (Bass), Stephen Varcoe (Bass). Regis Records, 2003.
- Jos van Veldhoven, Nederlandse Bachvereiniging; Solisten: Caroline Stam (Sopran), Peter de Groot (Alto), Gerd Türk (Tenor: Evangelist), Charles Daniels (Tenor: Arien), Stephan MacLeod (Bass: Jesus), Bas Ramselaar (Bass: Petrus, Pilatus). Channel Classics, 2004 (Rekonstruktion der Version 1724 von Pieter Dirksen).
- Frans Brüggen, Cappella Amsterdam, Orchester des 18. Jahrhunderts; Solisten: Carolyn Sampson (Sopran), Michael Chance (Alto), Markus Schäfer (Tenor: Evangelist), Marcel Beekman (Tenor: Arien), Thomas Oliemans (Bass: Jesus), Peter Kooij (Bass: Arien). Glossa, 2010.
- Konrad Junghänel, Cantus Cölln (Chor); Solisten: Sabine Goetz (Sopran, Magd) Amaryllis Dieltiens (Sopran), Elisabeth Popien (Alt), Alexander Schneider (Alto), Hans Jörg Mammel (Tenor: Evangelist), Georg Poplutz (Tenor: Arien), Wolf Matthias Friedrich (Bass: Pilatus, Petrus), Markus Flaig (Bass: Jesus). Accent Records, 2011 (Version 1749).
- Jos van Veldhoven, Nederlandse Bachvereniging (Chor und Orchester); Solisten: Myriam Arbouz (Sopran), Maria Valdmaa (Magd), Daniël Elgersma (Alto), Marine Fribourg (Alt), Raphael Höhn (Tenor: Evangelist), Gwilym Bowen (Tenor: Arien), Guy Cutting (Tenor: Diener), Felix Schwandtke (Bass: Jesus), Drew Santini (Bass: Petrus), Angus Mc Phee (Bass: Pilatus). All of Bach, 2017.
- Ralf Otto, Bachchor Mainz, Bachorchester Mainz; Solisten: Julia Kleiter (Sopran), Gerhild Romberger (Alto), Georg Poplutz (Tenor: Evangelist), Daniel Sans (Tenor: Arien), Yorck Felix Speer (Bass: Jesus), Matthias Winckhler (Bass: Arien). Naxos, 2018 (Version 1749, mit fünf Chören, Arien und Chorälen aus der Version 1725).
- Rudolf Lutz, Chor und Orchester der J. S. Bach-Stiftung; Solisten: Julia Doyle (Sopran), Alex Potter (Alto), Daniel Johannsen (Tenor: Evangelist), Johannes Kaleschke (Tenor: Arien), Peter Harvey (Bass: Jesus), Matthias Helm (Bass: Arien, Pilatus), Radio SRF 2 Kultur / Bach-Stiftung St. Gallen, 2019.
- Hans-Christoph Rademann, Gaechinger Cantorey; Solisten: Elizabeth Watts (Sopran), Benno Schachtner (Alto), Patrick Grahl (Tenor: Evangelist und Arien), Peter Harvey (Bass: Jesus)Matthias Winckhler (Bass: Pilatus, Arien). , Carus, 2019.
- Masaaki Suzuki, Bach Collegium Japan; Solisten: Aki Matsui (Sopran), Damien Guillon (Countertenor), James Gilchrist (Tenor: Evangelist), Zachary Wilder (Tenor: Arien), Christian Immler (Bass-Bariton, Jesus), u. a., 2020 (Konzert in der Kölner Philharmonie am 15. März 2020).
- Andreas Reize, Thomanerchor Leipzig, Akademie für Alte Musik Berlin; Solisten: Leopold Görsch (Sopran), Konrad Führer (Alto), Matteo De Bastiani (Alto), David Fischer (Tenor: Evangelist), Robert Pohlers (Tenor: Arien), Daniel Ochoa (Bass: Jesus), Tobias Berndt (Bass: Arien). Rondeau, 2024 (Version 1724).